# Élections municipales tunisiennes de 2018
Les élections municipales tunisiennes de 2018 ont lieu le 6 mai 2018 en Tunisie sous la supervision de l'Instance supérieure indépendante pour les élections. Ce sont les premières élections municipales depuis la révolution de 2011, les précédentes ayant eu lieu en 2010.
Le parti islamiste Ennahdha arrive en tête au niveau national avec un peu plus de 28 % des voix, suivi de Nidaa Tounes à 20 %, dans un scrutin au résultat très fragmenté et qui voit la participation atteindre 35 %, marquant un désaveu de la population envers les partis traditionnels. Sur les suffrages exprimés, près d'un tiers se portent ainsi vers des listes indépendantes.

## Modalités
Ces élections visent à élire les membres des 350 conseils municipaux au scrutin proportionnel à un tour.

### Maires
Les conseillers municipaux ainsi élus procèdent à leur tour à l'élection des maires. Une fois expiré le délai de recours de 21 jours suivant les municipales, le gouverneur de chaque région convoque dans le même délai les conseils afin que ces derniers élisent les maires au scrutin uninominal majoritaire à deux tours. Le vote a lieu à bulletin secret. En cas d'égalité des candidats, le plus jeune est déclaré élu.

## Calendrier électoral
Il s'agit des premières élections municipales depuis la révolution de 2011. Originellement, les dates du 30 octobre 2016 puis du 26 mars 2017 sont proposées pour organiser simultanément les élections municipales et régionales. La loi électorale n'ayant pas été adoptée à l'été 2016, la date reste longtemps indéterminée avant d'être annoncée le 3 avril 2017 : les municipales sont alors fixées au 17 décembre 2017 et au 10 décembre pour les forces de sécurité et les militaires, tandis que les régionales sont quant à elles prévues pour février 2018, l’Instance supérieure indépendante pour les élections se fixant un maximum de deux mois entre les deux élections.
Toutefois, en raison de facteurs logistiques et politiques, comme la vacance du poste du président de l'Instance supérieure indépendante pour les élections, la date est à nouveau repoussée au 25 mars 2018 puis au 6 mai.
L'inscription sur les listes électorales est organisée du 19 juin au 10 août 2017 puis du 19 décembre 2017 au 6 janvier 2018. Le dépôt des candidatures a lieu du 15 au 22 février 2018.
La campagne électorale s'ouvre le 14 avril et se termine le 4 mai. Pendant cette période, les forces de sécurité et les militaires votent le 29 avril pour la première fois.

## Candidats

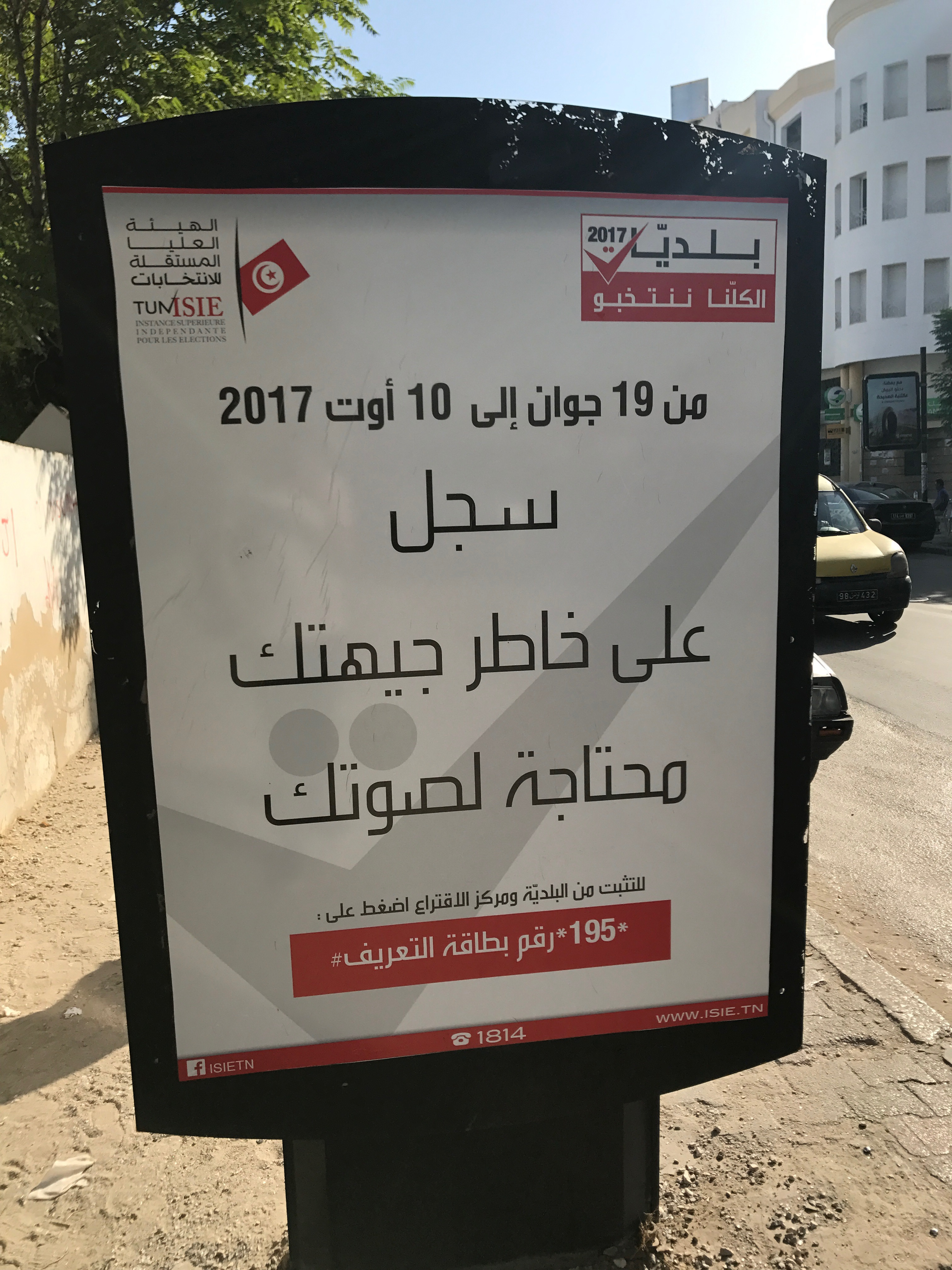
Panneau de l'ISIE pour les élections municipales.

L'Instance supérieure indépendante pour les élections annonce le 23 février 2018 qu'un total de 2 173 listes comptant 57 020 candidats ont été présentées : 1 099 issues de partis, 897 indépendantes et 177 coalitions. Le 5 avril 2018, elle annonce qu'un total de 2 074 listes ont été validées : 1 055 issues de partis, 860 indépendantes et 159 coalitions. Plus de 53 668 candidats se disputent 7 212 sièges de conseillers municipaux, nombre qui varie entre 12 et 60 selon la population de la municipalité,.
Pour la première fois, les listes doivent être paritaires et comporter un sixième de candidats de moins de 35 ans. Finalement, 50,7 % des candidats sont des hommes et 49,3 % des femmes, même si 69,67 % des listes sont présidées par des hommes et 30,33 % par des femmes. 52,10 % des candidats sont âgés de moins de 35 ans, 23,83 % entre 36 et 45 ans, 19,66 % entre 46 et 60 ans et 4,41 % de plus de 60 ans.

## Sondages
| Institut          | Date         | Taille de l'échantillon | NT     | E      | FP    | CD    | MTV   | AT    | MT    | Ind.  | Autres | Abstention | Ne sait pas |
| ----------------- | ------------ | ----------------------- | ------ | ------ | ----- | ----- | ----- | ----- | ----- | ----- | ------ | ---------- | ----------- |
| Institut          | Date         | Taille de l'échantillon |        |        |       |       |       |       |       |       | Autres | Abstention | Ne sait pas |
| Sigma Conseil     | Janvier 2017 | -                       | 7,9 %  | 6,7 %  | 2,2 % | -     | 0,6 % | 0,5 % | 0,3 % | 1 %   | 1,6 %  | 22,3 %     | 45,1 %      |
| Sigma Conseil     | Février 2017 | 1 062                   | 27,2 % | 27,3 % | 9,4 % | 6,3 % | 4,4 % | 3,9 % | 2,6 % | -     | 8,1 %  | -          | -           |
| Emrhod Consulting | Mars 2017    | -                       | 38,6 % | 33 %   | 3,4 % | 2,3 % | 3,4 % | 1,7 % | 2,3 % | -     | -      | -          | -           |
| Sigma Conseil     | Avril 2017   | -                       | 35,8 % | 29,7 % | 7,6 % | 3,3 % | -     | 5,2 % | -     | -     | 5,4 %  | -          | -           |
| Sigma Conseil     | Janvier 2018 | 8 962                   | 36,8 % | 28,2 % | 7,9 % | 4,1 % | -     | 3,6 % | -     | -     | -      | 61,2 %     | -           |
| Sigma Conseil     | Février 2018 | 2 000                   | 29,7 % | 28,9 % | 9 %   | 6,1 % | 1,8 % | 3 %   | 1,5 % | 5,2 % | 4,3 %  | 33,2 %     | 37,5 %      |

## Résultats

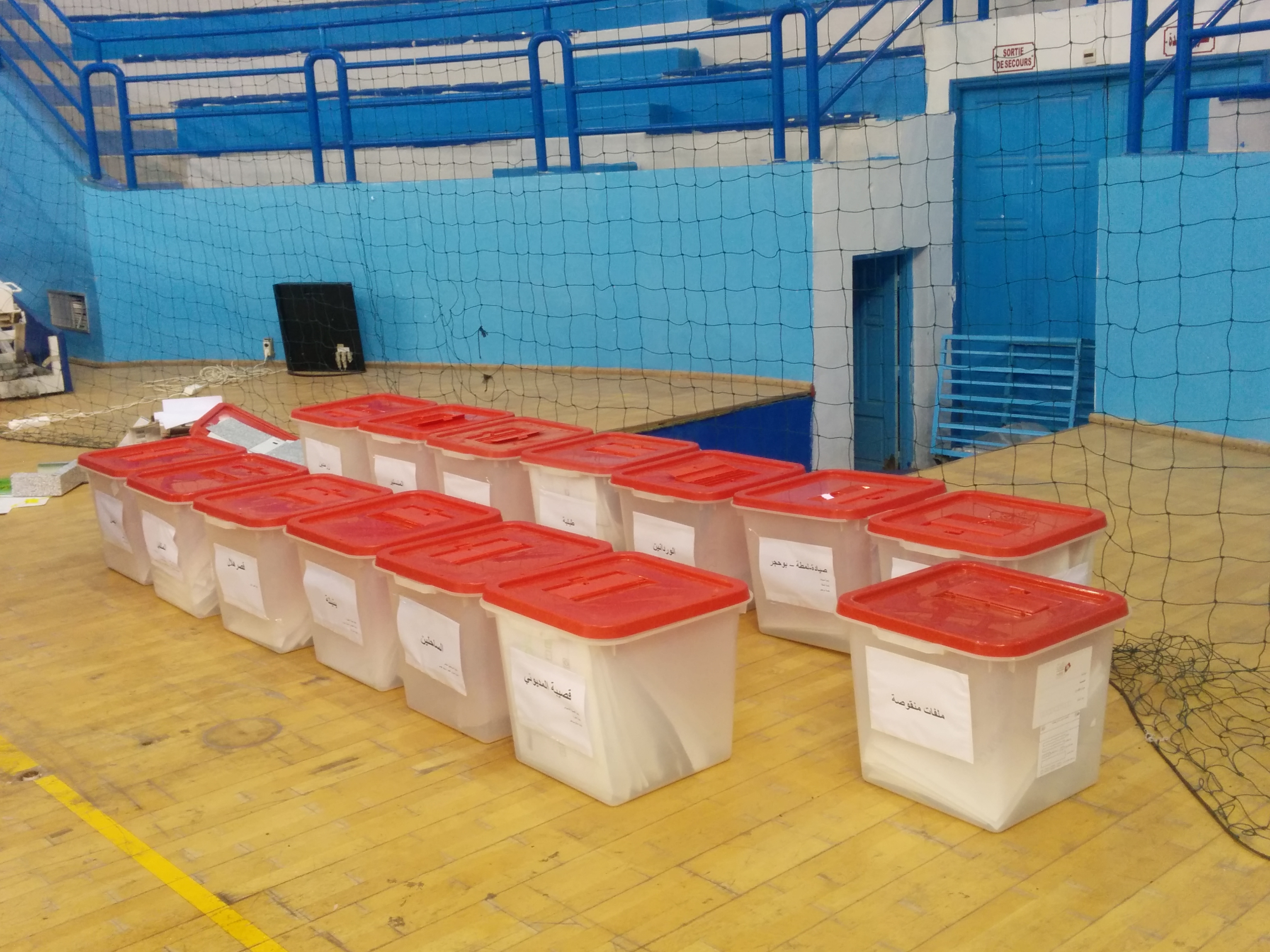
Urnes de votes.

Sur 2 074 listes, 1 939 obtiennent au moins un siège, soit un taux de 93,49 %. Les candidats élus sont à 47,5 % des femmes dont 29 % sont têtes de liste. Ils sont également assez jeunes, avec 37,16 % des candidats élus ayant moins de 35 ans. La participation est faible, à 35,6 %, avec un record de 18,46 % seulement à Ettadhamen, cité très densément peuplé et l'un des bastions historiques d'Ennahdha.

### Résultats nationaux
Dans un premier temps, l'Instance supérieure indépendante pour les élections (ISIE) annonce les résultats préliminaires officiels de 349 municipalités sur 350, car dans la municipalité de Mdhilla le vote est reporté au 20 mai. Les résultats définitifs sont annoncés le 13 juin après la fin de la période des recours. Les maires sont ainsi élus dans les 21 jours suivant, soit le 4 juillet au plus tard. Au 13 juillet, 349 conseils municipaux sur 350 sont installés (hormis à Djebel Oust)
| Parti, coalition ou liste | Parti, coalition ou liste         | Voix      | %     | Conseillers | %     | Maires    |
| ------------------------- | --------------------------------- | --------- | ----- | ----------- | ----- | --------- |
|                           | Ennahdha                          | 517 234   | 28,64 | 2135 / 7212 | 29,68 | 131 / 350 |
|                           | Nidaa Tounes                      | 377 121   | 20,85 | 1600 / 7212 | 22,17 | 76 / 350  |
|                           | Courant démocrate                 | 75 619    | 4,19  | 205 / 7212  | 2,85  | 3 / 350   |
|                           | Front populaire                   | 71 551    | 3,95  | 261 / 7212  | 3,60  | 8 / 350   |
|                           | Union civile                      | 31 883    | 1,77  | 66 / 7212   | 0,92  | 2 / 350   |
|                           | Machrouu Tounes                   | 26 013    | 1,44  | 124 / 7212  | 1,72  | 0 / 350   |
|                           | Parti destourien libre            | 24 928    | 1,38  | 76 / 7212   | 1,06  | 0 / 350   |
|                           | Mouvement Tunisie Volonté         | 23 998    | 1,33  | 84 / 7212   | 1,19  | 1 / 350   |
|                           | Mouvement du peuple               | 23 958    | 1,33  | 100 / 7212  | 1,39  | 4 / 350   |
|                           | Afek Tounes                       | 19 116    | 1,06  | 93 / 7212   | 1,29  | 2 / 350   |
|                           | Bani Watani                       | 9 097     | 0,50  | 15 / 7212   | 0,21  | 0 / 350   |
|                           | Initiative nationale destourienne | 6 405     | 0.36  | 23 / 7212   | 0,32  | 1 / 350   |
|                           | Al Binaa Al Watani                | 4 207     | 0,23  | 6 / 7212    | 0,08  | 0 / 350   |
|                           | Parti socialiste                  | 3 376     | 0,13  | 13 / 7212   | 0,18  | 0 / 350   |
|                           | Union populaire républicaine      | 2 752     | 0,15  | 7 / 7212    | 0,10  | 1 / 350   |
|                           | Coalition des forces démocrates   | 1 314     | 0,07  | 6 / 7212    | 0,08  | 0 / 350   |
|                           | Ajyal                             | 1 145     | 0,06  | 6 / 7212    | 0,08  | 0 / 350   |
|                           | Parti Sawt Ettounsi               | 1 041     | 0,06  | 3 / 7212    | 0,04  | 0 / 350   |
|                           | Mouvement démocrate               | 733       | 0,04  | 3 / 7212    | 0,04  | 0 / 350   |
|                           | Al Nidhal Al Watani               | 703       | 0,04  | 2 / 7212    | 0,03  | 0 / 350   |
|                           | Rencontre démocratique            | 623       | 0,03  | 4 / 7212    | 0,06  | 0 / 350   |
|                           | Tounes Awalan                     | 301       | 0,02  | 1 / 7212    | 0,01  | 0 / 350   |
|                           | Moustakbel Tounes                 | 214       | 0,01  | 1 / 7212    | 0,01  | 0 / 350   |
|                           | Parti des verts pour le progrès   | 150       | 0,01  | 1 / 7212    | 0,01  | 0 / 350   |
|                           | Indépendants                      | 581 930   | 32,27 | 2373 / 7212 | 32,90 | 120 / 350 |
|                           |                                   |           |       |             |       |           |
| Suffrages exprimés        | Suffrages exprimés                | 1 806 969 | 94,40 |             |       |           |
| Votes blancs              | Votes blancs                      | 35 753    | 1,87  |             |       |           |
| Votes nuls                | Votes nuls                        | 71 517    | 3,73  |             |       |           |
| Total                     | Total                             | 1 914 239 | 100   | 7 212       | 100   | 350       |
| Abstention                | Abstention                        | 3 455 604 | 64,35 |             |       |           |
| Participation             | Participation                     | 1 914 239 | 35,65 |             |       |           |
| Inscrits                  | Inscrits                          | 5 369 843 | 100   |             |       |           |

### Résultats notables
Souad Abderrahim, candidate se présentant comme indépendante mais en réalité tête de liste d'Ennahdha, devient la première femme élue maire de l'histoire de Tunis.
| Ville        | Ennahdha | Nidaa Tounes | Courant démocrate | Front populaire | Autres partis | Listes indépendantes | Total | Maire élu              |
| ------------ | -------- | ------------ | ----------------- | --------------- | ------------- | -------------------- | ----- | ---------------------- |
| Ville        |          |              |                   |                 |               |                      | Total | Maire élu              |
| Tunis        | 21       | 17           | 8                 | 4               | 6             | 4                    | 60    | Souad Abderrahim       |
| Sfax         | 14       | 7            | 8                 | 2               | 9             | 2                    | 42    | Mounir Elloumi         |
| Sousse       | 10       | 10           | 3                 | 3               | 7             | 9                    | 42    | Taoufik Laaribi        |
| Kairouan     | 15       | 7            | 3                 | 2               | 6             | 3                    | 36    | Radhouen Bouden        |
| Bizerte      | 13       | 6            | 0                 | 3               | 12            | 2                    | 36    | Kamel Ben Amara        |
| La Soukra    | 10       | 8            | 0                 | 3               | 0             | 15                   | 36    | Fayrouz Ben Jomâa      |
| Ariana       | 6        | 6            | 0                 | 0               | 3             | 21                   | 36    | Fadhel Moussa          |
| Sidi Hassine | 16       | 8            | 0                 | 0               | 2             | 10                   | 36    | Fraj Gribea            |
| El Mourouj   | 12       | 6            | 6                 | 3               | 1             | 8                    | 36    | Kamel Ouertani         |
| Gafsa        | 10       | 9            | 3                 | 3               | 2             | 9                    | 36    | Helmi Belheni          |
| Raoued       | 13       | 6            | 5                 | 0               | 8             | 4                    | 36    | Adnen Bouassida        |
| Médenine     | 18       | 4            | 2                 | 0               | 6             | 6                    | 36    | Moncef Ben Yamna       |
| Jendouba     | 13       | 11           | 0                 | 3               | 6             | 3                    | 36    | Ammar Ayadi            |
| Gabès        | 12       | 5            | 5                 | 2               | 4             | 2                    | 30    | Habib Dhaouadi         |
| Monastir     | 5        | 5            | 0                 | 0               | 6             | 14                   | 30    | Mondher Marzouk        |
| Ben Arous    | 11       | 7            | 4                 | 2               | 0             | 6                    | 30    | Mohamed Mezoughi       |
| Nabeul       | 6        | 7            | 2                 | 2               | 6             | 7                    | 30    | Houda Skandegi         |
| Tataouine    | 14       | 2            | 0                 | 0               | 3             | 11                   | 30    | Boubaker Souid         |
| Béja         | 8        | 6            | 2                 | 3               | 8             | 3                    | 30    | Yasser Gharbi          |
| Le Kef       | 5        | 9            | 0                 | 4               | 1             | 11                   | 30    | Omar Fidaoui           |
| Mahdia       | 5        | 5            | 2                 | 0               | 8             | 10                   | 30    | Asma Hamza             |
| Sidi Bouzid  | 9        | 9            | 2                 | 3               | 5             | 2                    | 30    | Abdelkader Néji        |
| Kasserine    | 6        | 6            | 3                 | 2               | 1             | 6                    | 24    | Mohamed Kamel Hamzaoui |
| Tozeur       | 6        | 3            | 0                 | 0               | 1             | 14                   | 24    | Ali Hafsi Jeddi        |
| Siliana      | 4        | 4            | 1                 | 2               | 8             | 5                    | 24    | Abdelhamid Hammemi     |
| La Manouba   | 6        | 4            | 2                 | 1               | 1             | 10                   | 24    | Slim Ben Amara         |
| Zaghouan     | 3        | 4            | 0                 | 1               | 0             | 16                   | 24    | Tarek Zoukari          |
| Kébili       | 9        | 4            | 3                 | 0               | 6             | 2                    | 24    | Ahmed Yaakoub          |